# Viski
Viski (brit. eng. whisky, irs. eng. i SAD-u whiskey), vrsta je žestokoga alkoholnog pića.  Prema klasifikaciji spada u rakije po posebnim postupcima.

## Etimologija
Riječ viski skraćeni je oblik riječi usquebaugh, koja je u engleski jezik došla iz galskih jezika (irski: uisce beatha i škotski: uisge beatha). Staroirske riječi uisce ("voda"), i bethad, ("životna"), doslovno znači "voda života". Značilo je isto što i latinski izraz aqua vītae koji se koristi za destilirana pića od 14. stoljeća. Prvi pisani spomen na viski potječe iz irskih Anala iz Clonmacnoisea u opisu smrti klanskog poglavice na Božić od "neumjerenosti u aqua vitae". U Škotskoj, prvi dokaz proizvodnje viskija dolazi iz zapisa Exchequer Rolls 1494. godine gdje je malt poslan "fratru Johnu Coru, po zapovijedi kralja, napraviti aquavitae".

## Povijest viskija
Povijesni podatci o nastanku viskija potječu još iz 800. god pr. Kr. Smatra se kako je piće koje se tada nazivalo „arak“ preteča današnjeg viskija, a postojbina tog pića bila je drevna Indija. Još neslužbenih podataka o viskiju imamo u 4. stoljeću pr. Kr. u Aristotelovim manifestima o destilaciji. Putovanje Svetoga Patrika u Škotsku vezuje se također, za nastanak ove „vatrene vode“. Smatra se da je Sv. Patrik osim propovijedanja kršćanstva, pripovijedao i o načinima i svrsi destilacije. Prvi značajniji i pisani trag o viskiju potječu iz Škotske, i to iz 1494. godine, kada je vladao kralj Jakov IV. On je naredio da se napravi 25 bačava „vode života“. Vječiti rat o tome tko je izmislio viski i danas je aktualan. Irci ne prihvaćaju ovaj povijesni podatak, već se pozivaju na propovijedi i dnevnik nekog pra-Irca, u kome je zapisano kako se priprema „trostruka vatrena voda“. Pa zato Irci s određenim razlogom mogu reći da su oni izmislili viski.

## Proizvodnja
Viski je jedno od najpopularnijih pića današnjice. Sama riječ potječe od keltske reči „usque“, što u prijevodu znači voda, a njegovo drevno ime glasilo je „usque beatha“ što znači voda života. Viski predstavlja kategoriju žestokih alkoholnih pića koja nastaju destilacijom žitarica i koja se isključivo čuvaju u bačvama napravljenim isključivo od hrastovog drveta. U zavisnosti od vrste upotrijebljene žitarice razlikuju se i vrste viskija. Žitarice od kojih je napravljen najveći broj viskija su ječam, raž, zob, kukuruz, pšenica. Najbolje i najpopularnije boce viskija potječu iz Škotske, Irske i Sjedinjenih Američkih Država.  
Viski se obično pravi od ječma, kukuruza, raži ili mješavinom tih žitarica. Zrna ovih žitarica ostavljaju se prvo u vodi neka odstoje, dok ne proklijaju. Potom se suše na ugljenu. Nakon sušenja odvija se fermentacija još jednom u običnoj mjesnoj vodi. Slijedi nova destilacija i to u bakrenim cilindirima. Tijekom ove fermentacije koristi se kvasac, a proces fermentacije traje oko 60 sati. Kvasac se koristi kako bi se šećer pretvorio u alkohol. Još dva puta se na isti način vrši destilacija. Posljednja destilacija ide vrlo sporo, i popularno se naziva „kap po kap“, pa tu umijeće ljudi zaduženih za to pravljenje dolazi do izražaja. Po završetku destilacije viski se prelijeva u bačve sa širokom dnom, napravljenim od hrastovog drveta, čije se zapremine kreću oko 2.300 l. Tu viski odstoji najmanje dvije godine.

## Vrste viskija
Najznačajniji destilati potiču iz Škotske, Irske i SAD.

### Škotski viski
Škotski viski ili „Scotch“, destilira se dva do tri puta. Nakon destilacije ostavlja se neka odstoji isključivo u bačvama od hrastovog drveta najmanje tri godine i jedan dan. Škotski se viski dijeli na: 
- Malt viski. Ovaj viski se pravi isključivo od ječma. Svaki viski iz ove grupe mora nositi naziv svoje destilerije, pa tako imamo: The Glenlivet, Scapa, Glendronach, Laphroaig... Ovaj viski se može podijelitina Vatted Malt – ako je iz više destilerija i Single Malt – viski iz jedne destilerije, ali iz različitih bačvi.
- Grain. Dobiva se destilacijom sladovitih i ne sladovitih žitarica, čiju osnovu predstavlja ječam. Ove žitarice u procesu destilacije postižu vrlo niske temperature, i kuhaju se pod pritiskom. Ovaj viski nikada se ne puni u boce samostalno, a ima mnogo veću jačinu nego Malt viski.
- Blended je mješavina dvije vrste viskija. Najveći broj prodatih viskija u svijetu pripada ovoj kategoriji. Jedna od najznačajnijih, najprodavanijih i najpoznatijih vrsta viskija je “Ballantine's”. Proizvodnju ovoga viskija započeo je Gerge Ballantine, 1827. godine. Njegovi nasljednici do sada su predstavili pet vrsta ovih viskija.

1. Ballantine's Finest
2. Ballantine's 3 g.
3. Ballantine's 12 g.
4. Ballantine's 17 g.
5. Ballantine's 21 g.

Jedna od najpoznatijih kuća za proizvodnju viskija iz Škotske je Chivas, koja je svoje poslovanje započela davne 1901. godine na sjeveroistoku Škotske. Danas je ovaj viski na drugome mjestu u svijetu po prodaji i spada u skupinu premium viskija. 
Vrste ovog whiskyja su: 
1. Chivas Regal 12 g.
2. Chivas Regal 18 g.
3. Chivas Regal 25 g.
4. Royal Salute
5. The Glenlivet
6. Teacher's

Posljednjih godina najboljim viskijem proglašen je “Ardbeg Uigeadail” – single malt viski koji je svjetlost dana ugledao 2003. godine.

### Irski viski
Irski viski spada u skupinu viskija koji odišu svojom pitkoću i mekoćom. Uglavnom pravi se od mješavine sladovanog i ne sladovanog ječma. Kako bi ponio pridjevak Irskog viskija zakonom je određeno kako minimalno tri godine mora odležati u hrastovom drvetu. Najpoznatiji Irski viski nosi naziv “Jameson”. Četiri od pet glavnih marki irskog viskija proizvodi se u destileriji Midleton. Originalni Irski viski pravi se u kazanima. Kod njega, ječam se ne suši pomoću ugljena treseta, pa zbog toga nema karakterističnu aromu.

### Američki viski
Postoje dvije vrste američkog viskija “straight” i “blend”. Najpoznatiji od svih vrsta “straight” je Bourbon, koji nosi naziv regije u kojoj se proizvodi, u Saveznoj državi Kentucky. Zahtjeve koje ovaj whisky mora ispuniti, prije izlaska na tržište je: minimalno odstojati dvije godine, sadržati minimalno 51% kukuruza, mora biti proizveden u Sjedinjenim Američkim Državama, i ležati propisano razdoblje u hrastovom drvetu. Najpoznatiji Bourbon na svijetu je “Jim Beam”, čija tradicija pravljena postoji već 2 stoljeća.
U Americi se viski poslužuje u "tumbler čašama" s puno leda. Ponekad stavljaju punu čašu leda i preko njega viski. U Engleskoj se viski poslužuje u "balon čaši".